# Torneo de las Seis Naciones 2021
El Torneo de las Seis Naciones Guinness 2021 fue la 127.ª edición de la competición entre selecciones más importante del hemisferio norte.

## Participantes
| País       | Estadio               | Estadio   | Estadio     | Entrenador      | Capitán         |
| País       | Recinto               | Capacidad | Ciudad      | Entrenador      | Capitán         |
| ---------- | --------------------- | --------- | ----------- | --------------- | --------------- |
| Escocia    | Estadio Murrayfield   | 67.144    | Edimburgo   | Gregor Townsend | Stuart Hogg     |
| Francia    | Estadio de Francia    | 81.338    | Saint-Denis | Fabien Galthié  | Charles Ollivon |
| Gales      | Estadio del Milenio   | 74.500    | Cardiff     | Wayne Pivac     | Alun Wyn Jones  |
| Inglaterra | Estadio de Twickenham | 82.000    | Londres     | Eddie Jones     | Owen Farrell    |
| Irlanda    | Estadio Aviva         | 51.700    | Dublín      | Andy Farrell    | Jonathan Sexton |
| Italia     | Estadio Olímpico      | 73.261    | Roma        | Franco Smith    | Luca Bigi       |

## Reglamento
Como desde la edición de 2017, el sistema de puntos es: 4 por victoria, 2 por empate y 0 por derrotas. Además de puntos adicionales de bonificación: 1 ofensivo por anotar cuatro o más ensayos y 1 defensivo si se es derrotado por siete, o menos, puntos de diferencia.
Adicionalmente, se otorgan tres puntos de bonificación a un equipo que gane sus cinco partidos (un Grand Slam). Esto garantiza que un equipo ganador de un Grand Slam encabezará la tabla con al menos 23 puntos, ya que de lo contrario podría darse el caso que un equipo ganase los cinco partidos sin puntos de bonificación para un total de 20 puntos y otro equipo ganase cuatro partidos con puntos de bonificación y perdiese su quinto partido mientras reclama puntos de bonificación para un máximo de 22 puntos.

## Clasificación
| Pos. | País       | Partidos | Partidos | Partidos  | Partidos | Anotación | Anotación | Anotación  | Puntos Bonus | Puntos |
| Pos. | País       | Jugados  | Ganados  | Empatados | Perdidos | A favor   | En contra | Diferencia | Puntos Bonus | Puntos |
| ---- | ---------- | -------- | -------- | --------- | -------- | --------- | --------- | ---------- | ------------ | ------ |
| 1    | Gales      | 5        | 4        | 0         | 1        | 164       | 103       | +61        | 4            | 20     |
| 2    | Francia    | 5        | 3        | 0         | 2        | 140       | 103       | +37        | 4            | 16     |
| 3    | Irlanda    | 5        | 3        | 0         | 2        | 136       | 88        | +48        | 3            | 15     |
| 4    | Escocia    | 5        | 3        | 0         | 2        | 138       | 91        | +47        | 3            | 15     |
| 5    | Inglaterra | 5        | 2        | 0         | 3        | 112       | 121       | –9         | 2            | 10     |
| 6    | Italia     | 5        | 0        | 0         | 5        | 55        | 239       | –184       | 0            | 0      |

## Partidos
BO: Punto de bonificación ofensivo.
BD: Punto de bonificación defensivo.

### Jornada 1
| 6 de febrero | Italia | 10 - 50 BO | Francia | Estadio Olímpico, Roma |  |
|              |        | Reporte    |         |                        |  |

| 6 de febrero                                        | Inglaterra | BD 6 - 11 | Escocia | Estadio de Twickenham, Twickenham |  |
|                                                     |            | Reporte   |         |                                   |  |
| Primer triunfo de Escocia en Twickenham desde 1983. |            |           |         |                                   |  |

| 7 de febrero | Gales | 21 - 16 BD | Irlanda | Millennium Stadium, Cardiff |  |
|              |       | Reporte    |         |                             |  |

### Jornada 2
| 13 de febrero | Inglaterra | BO 41 - 18 | Italia | Estadio de Twickenham, Twickenham |  |
|               |            | Reporte    |        |                                   |  |

| 13 de febrero | Escocia | BD 24 - 25 BO | Gales | Estadio Murrayfield, Edimburgo |  |
|               |         | Reporte       |       |                                |  |

| 14 de febrero | Irlanda | BD 13 - 15 | Francia | Estadio Aviva, Dublín |  |
|               |         | Reporte    |         |                       |  |

### Jornada 3
| 27 de febrero | Italia | 10 - 48 BO | Irlanda | Estadio Olímpico, Roma |  |
|               |        | Reporte    |         |                        |  |

| 27 de febrero | Gales | BO 40 - 24 | Inglaterra | Millennium Stadium , Cardiff |  |
|               |       | Reporte    |            |                              |  |

| 26 de marzo | Francia | BD 23 - 27 | Escocia | Stade de France, Saint-Denis |  |
| |         | Reporte    |         |                              |  |
| Inicialmente el encuentro estaba pactado para el 28 de febrero pero fue suspendido por casos de COVID-19 en el plantel de Francia. |         |            |         |                              |  |

### Jornada 4
| 13 de marzo | Italia | 7 - 48 BO | Gales | Estadio Olímpico, Roma |  |
|             |        | Reporte   |       |                        |  |

| 13 de marzo | Inglaterra | 23 - 20 BD | Francia | Estadio de Twickenham, Twickenham |  |
|             |            | Reporte    |         |                                   |  |

| 14 de marzo | Escocia | BD 24 - 27 | Irlanda | Estadio Murrayfield, Edimburgo |  |
|             |         | Reporte    |         |                                |  |

### Jornada 5
| 20 de marzo | Escocia | BO 52 - 10 | Italia | Estadio Murrayfield, Edimburgo |  |
|             |         | Reporte    |        |                                |  |

| 20 de marzo | Irlanda | 32 - 18 | Inglaterra | Estadio Aviva, Dublín |  |
|             |         | Reporte |            |                       |  |

| 20 de marzo | Francia | BO 32 - 30 BD | Gales | Stade de France, Saint-Denis |  |
|             |         | Reporte       |       |                              |  |

## Premios especiales
- Grand Slam: No hubo ganador
- Triple Corona:  Gales
- Copa Calcuta:  Escocia
- Millennium Trophy:  Irlanda
- Centenary Quaich:  Irlanda
- Trofeo Garibaldi:  Francia
- Trofeo Auld Alliance:  Escocia
- Copa Doddie Weir:  Gales
- Cuchara de madera:  Italia